# Li Jun Li

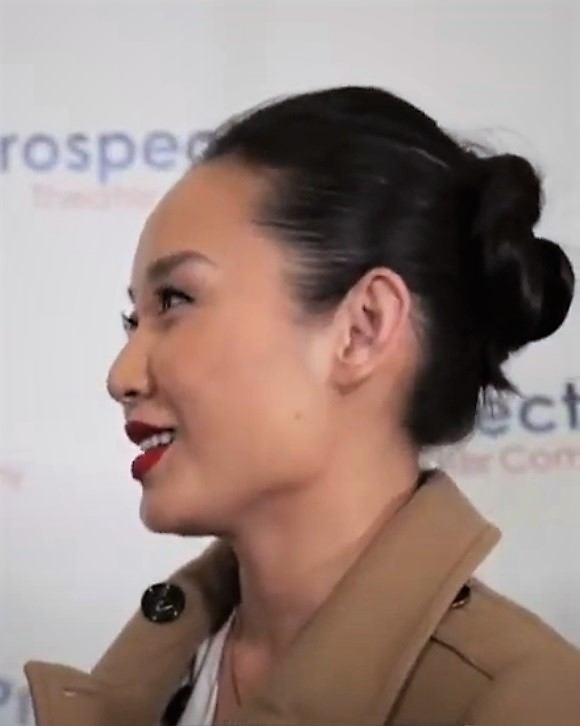
Li Jun Li

Li Jun Li (chinesisch 李麗君; * vor 1992 in Shanghai, China) ist eine US-amerikanisch-chinesische Schauspielerin.

## Leben
Li wurde in Shanghai geboren und zog 1992 nach New York City. Ihre ersten Nebenrollen waren in Blue Bloods und Criminal Intent. Bekannt wurde sie durch ihre Rolle Iris Chang in Quantico, die sie in den Jahren 2016 und 2017 spielte. Weitere Rollen schlossen sich an, so von 2019 bis 2024 eine wiederkehrende Rolle in der Serie Evil. Ihr Schaffen für Film und Fernsehen umfasst rund 40 Produktionen.

## Filmografie (Auswahl)
- 2008: Xu Wu Di Ai
- 2010: Blue Bloods – Crime Scene New York (Blue Bloods, Fernsehserie)
- 2011: Body of Proof (Fernsehserie)
- 2011: Liebe, Lüge, Leidenschaft (One Life to Live, Fernsehserie)
- 2011: Criminal Intent – Verbrechen im Visier (Law & Order: Criminal Intent, Fernsehserie)
- 2011: How to Make It in America (Fernsehserie)
- 2012: Smash (Fernsehserie)
- 2011–2012: Damages – Im Netz der Macht (Damages, Fernsehserie)
- 2012: Freestyle Love Supreme
- 2012: Americana (Fernsehserie)
- 2013: The Following (Fernsehserie)
- 2013: Beziehungsweise New York (Casse-tête chinois)
- 2013: Hostages (Fernsehserie)
- 2013: Hatfields & McCoys (Fernsehserie)
- 2014: Song One
- 2014: Unforgettable (Fernsehserie)
- 2014: Mistress (Kurzfilm)
- 2014: Der letzte Akt (The Humbling)
- 2015: For Real
- 2015: Front Cover
- 2015: Ricki – Wie Familie so ist (Ricki and the Flash)
- 2015: Minority Report (Fernsehserie)
- 2015: One Bad Choice
- 2015: Construction
- 2015–2016: Billy & Billie (Fernsehserie)
- 2016: Chicago Fire (Fernsehserie)
- 2015–2016: Chicago P.D. (Fernsehserie)
- 2017: Blindspot
- 2016–2017: Quantico (Fernsehserie)
- 2017: The Exorcist (Fernsehserie)
- 2017: Extraction
- 2018: Gone (Fernsehserie)
- 2019: Wu Assassins
- 2019: Why Women Kill (Fernsehserie, 3 Episoden)
- 2019–2024: Evil (Fernsehserie)
- 2020: Moderne Verführung (Modern Persuasion)
- 2021–2023: Sex/Life (Fernsehserie)
- 2022: Babylon – Rausch der Ekstase (Babylon)
- 2025: Blood & Sinners (Sinners)